# Nkonia Nkonyama
Nkonia Nkonyama ou Nkoniakoniama est un village de la Région du Littoral du Cameroun, situé dans la commune de Baré-Bakem. Il est situé à 13 km de Baréko.

## Population et développement
En 1967, la population de Nkonia Nkonyama était de 103 habitants, essentiellement des Bakem. La population de Nkonia Nkonyama était de 289 habitants dont 161 hommes et 128 femmes, lors du recensement de 2005.